# Choristoneura retiniana
Choristoneura retiniana es una especie de polilla del género Choristoneura, tribu Archipini, subfamilia Tortricinae. Fue descrita científicamente por Walsingham en 1879.

## Distribución
Se distribuye por América del Norte: Estados Unidos (California).